# پودر پنیر
پودر پنیر یک فرآورده لبنی پرورده است که از مواد جامد پنیر کم‌آب تهیه می‌شود. معمولاً برای افزودن طعم و مزه در غذاهای مختلف استفاده می‌شود.

## تولید
پودر پنیر با خشک کردن پنیر از طریق تکنیک‌هایی مانند خشک کردن پاششی تولید می‌شود. در طی فرایند تولید، به ویژه در زمان خشک کردن، مقداری از عطر پنیر از بین می‌رود. برای جبران این مشکل، معمولاً از پنیرهای قدیمی تر و مخلوط چندین پنیر با سایر مواد لبنی مانند مواد جامد شیر بدون چربی، آب پنیر و لاکتوز استفاده می‌شود.
پودر پنیر نسبتاً ارزان است و در مقایسه با پنیر ماندگاری بیشتری دارد. با این حال، کیفیت پودر پنیر تحت تأثیر شرایط نگهداری است. تغییر طعم، رنگ و بافت می‌تواند در شرایط نامطلوب مانند آب و هوای گرم و مرطوب رخ دهد.

## مصارف آشپزی

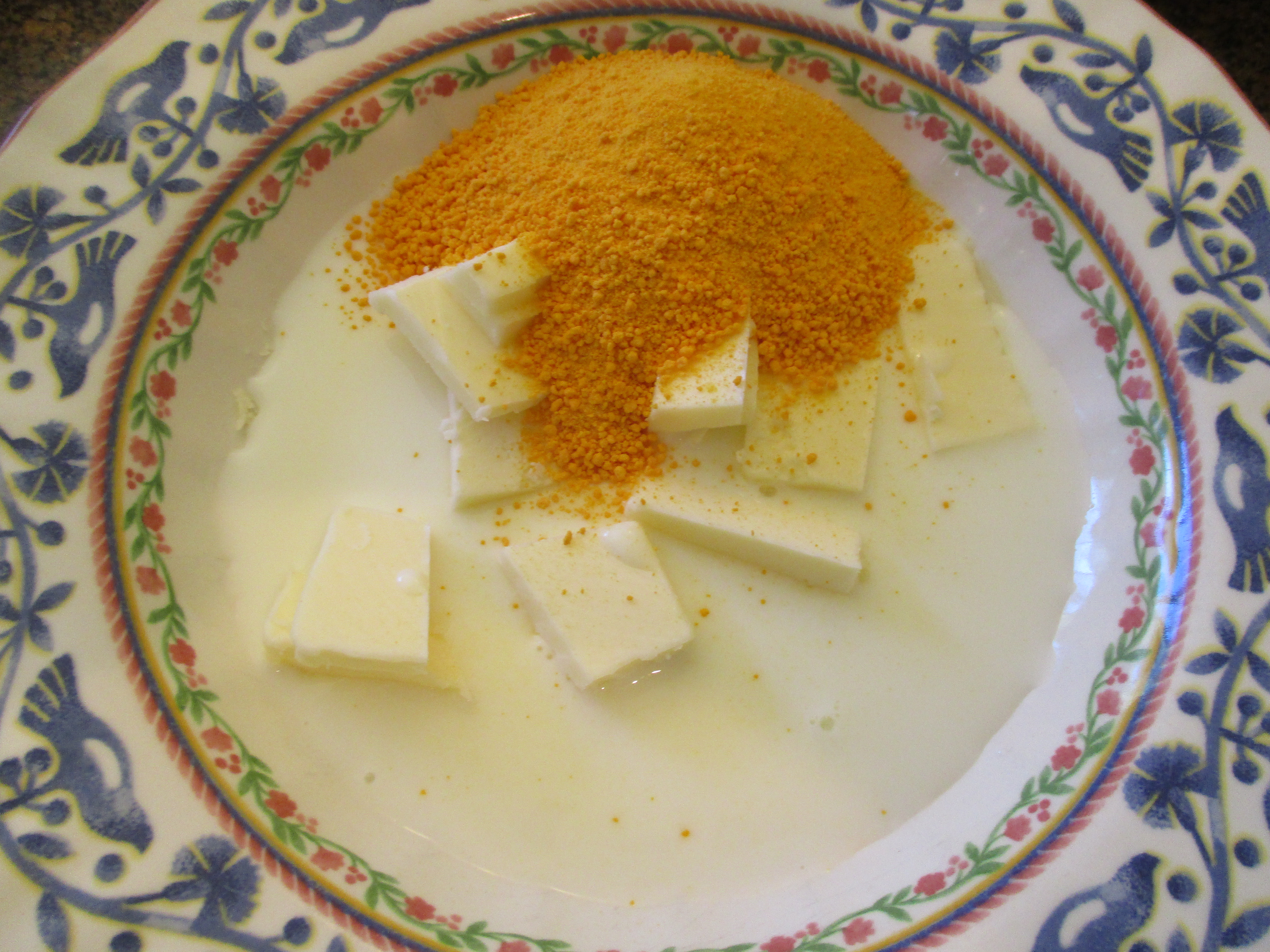
کرافت دینر، پودر پنیر و مواد اضافی برای آماده‌سازی شام

پودر پنیر یک ماده غذایی است که معمولاً برای افزایش طعم و مزه به محصولات غذایی مختلف استفاده می‌شود. از این پودر در غذاهایی مانند کراکر، چیپس و غذاهای آماده برای خوردن، و همچنین در سالادها و سبزیجات تازه به عنوان یک طعم دهنده استفاده می‌شود. از آن به عنوان ماده تشکیل دهنده ماکارونی و پنیر بسته‌بندی شده (مانند کرافت دینر)، کیک آناناسی تایوانی، و پفک پنیری استفاده می‌شود. همچنین پودر پنیر پودر شد به عنوان یک مکمل غذایی استفاده می‌شود.
از نظر تاریخی، یک گزارش بهداشت عمومی در سال ۱۹۳۱ استفاده از آن را به عنوان «طعمه ای جذاب» برای تله‌های موش ذکر کرد. در طول جنگ جهانی دوم، جیره سربازان آلمانی شامل پودر پنیر بود.